# 青梅市立東中学校
青梅市立東中学校（おうめしりつひがしちゅうがっこう）は、東京都青梅市新町3丁目にある公立中学校。市内でも最も東に位置する中学校の一つ。

## 概要
- 本校は、東京都立誠明学園内にあり、「誠明学園」に入園している生徒が通う中学校である。東小学校が隣接している。

## 沿革
出典
- 2002年（平成14年）
  - 4月1日 - 開校。
  - 4月8日 - 開校式と始業式挙行。
- 2003年（平成15年）
  - 3月7日 - 校旗と校歌制定。
  - 3月23日 - 第1回卒業式挙行。
  - 5月2日 - この日（5月2日）を開校記念日と制定。
- 2012年（平成24年）11月10日 - 創立10周年記念式典挙行。
- 2022年（令和4年）11月22日 - 創立20周年記念集会開催[3]。

## 校訓
- 師弟同行 WITHの精神

## 教育目標
- 「生き方の自立」「学びの自立」「生活の自立」〜社会の一員として行動できる、心豊かな生徒の育成をめざします。〜

## 生徒数
出典
| 学年 | 1年 | 2年 | 3年 | 特別支援 | 合計 |
| ---- | --- | --- | --- | -------- | ---- |
| 生徒 | 11  | 14  | 21  | -        | 46   |

## 学区
- 原則、誠明学園に在籍している生徒が対象となる。そのため、在学中であっても同学園での措置解除になると、元の住所地の学区の学校へ転学することになる。これは東小学校についても同様である。

## 周辺施設
- オザム 青梅末広店
- オフハウス 青梅新町店
- 西東京工業団地
- 新町南公園